# オーガスティン・キプロノ・チョゲ
オーガスティン・キプロノ・チョゲ（英: Augustine Kiprono Choge、1987年1月21日 - ）は、ケニアの陸上選手。中長距離選手。800mから10000mまで高いレベルの実力を持っているオールマイティな選手。1500mではベルリン世界陸上で5位入賞を果たしている。主な記録としては1500mが3分29秒、5000mは12分53秒の自己記録を持っている。